# Chalinolobus dwyeri
Chalinolobus dwyeri је врста слепог миша из породице вечерњака (лат. Vespertilionidae).

## Распрострањење
Ареал врсте је ограничен на једну државу. Аустралија је једино познато природно станиште врсте.

## Станиште
Станиште врсте су шуме.

## Начин живота
Врста Chalinolobus dwyeri прави гнезда.

## Угроженост
Ова врста је на нижем степену опасности од изумирања, и сматра се скоро угроженим таксоном.